# Досифей (Забела)
Епископ Досифей (Забела; ум. 2 февраля 1544) — епископ Русской православной церкви, епископ Сарайский (Сарский) и Подонский.
Был настоятелем Киево-Печерского монастыря, и в 1506—1507 гг. Троице-Сергиева монастыря.
23 января 1508 года рукоположен в епископа Сарского и Подонского на Крутицы.
В 1531 году участвовал в суде над Максимом Греком, в частности, вел его допрос.
В 1535 году участвовал в переложении московских святителей: Петра, Ионы и Алексия в новые раки.
Скончался 2 февраля 1544 года. Погребён на Крутицах.